# Krakatoa: al este de Java
Krakatoa: al este de Java es una película del género de aventura, drama y catástrofe de 1968, producido por Cinerama Producciones, basado en los hechos del cataclismo ocurrido en 1883 por una mega erupción de volcán Krakatoa. En esta película intervienen los actores Maximilian Schell, Diane Baker, Rossano Brazzi, Brian Keith y Sal Mineo. Esta película tuvo una nominación al Óscar de la Academia por sus efectos visuales y está basado en una novela de Michael Avallone.

## Sinopsis
1883, el capitán Hanson (Maximilian Schell), del barco de carga comercial SS Batavia Queen, es reclutado bajo amenaza para trasladar peligrosos convictos desde el puerto de Anjer hacia la isla de Madura mientras prepara una expedición de buceo hacia las peligrosas aguas del Estrecho de la Sonda, contiguo a la isla de Krakatoa cuyo volcán está en fase eruptiva previa. 
La expedición en esas aguas peligrosas entre las islas, busca un barco hundido en una tormenta, el SS Arianna, que transportaba un tesoro, no solo perlas y joyas, también al niño pequeño Peter, hijo de Laura Travis (Diane Baker), una madre afligida que lo busca desesperadamente al saber se puede producir un cataclismo en esa zona por la erupción del volcán. El capitán Hanson, sabiendo corre graves riesgos para su barco y tripulación, inicia el periplo muy peligroso bajo esas circunstancias adversas.
El volcán, en la isla de Krakatoa en las Indias Orientales Holandesas, comienza a entrar en erupción, aterrorizando a los niños en una escuela misionera en el puerto de Palembang, en la cercana isla de Sumatra. Mientras tanto, al otro lado del Estrecho de Sunda, en su puerto base de Anjer en la costa oeste de Java, el vapor Batavia Queen, bajo el mando del Capitán Chris Hanson, lleva a bordo pasajeros y carga, incluida una nueva campana de buceo experimental y un globo para la expedición. Entre los pasajeros a bordo se encuentran Douglas Rigby, el diseñador, propietario y operador de la campana de buceo; Giovanni Borghese y su hijo Leoncavallo, propietarios y operadores del globo como "The Flying Borgheses"; Harry Connerly, buzo; la amante de Connerly, Charley Adams, una cantante profesional soprano, como le gusta señalarle a la gente y ex anfitriona de salón; cuatro buceadoras de perlas japonesas lideradas por Toshi y ayudan a la campana de buceo, y Laura Travis, una mujer casada con una relación extramatrimonial con Hanson en el puerto de Batavia.
Laura estaba casada con un hombre abusivo, con quien tuvo a Peter, su esposo no quería el matrimonio y tampoco el divorcio para evitar perder, amenazó con quitarle a Peter si le pedía el divorcio. Queriendo estar con Hanson, había pedido el divorcio de todos modos y su esposo la había dejado, llevándose a Peter y una fortuna en perlas en una caja fuerte a bordo del vapor Arianna para escapar de la región. El Arianna se había hundido frente a Krakatoa durante una tormenta, y Laura, llena de culpa, temiendo que Peter hubiera muerto a bordo del Arianna y culpándose a sí misma por su muerte, había pasado un año en una institución mental antes de subir a bordo del barco Batavia Queen y navegar en busca del Arianna en la isla de Krakatoa.
Hanson ha organizado el viaje del barco Reina de Batavia para encontrar los restos del Arianna, salvar las perlas y encontrar a Peter si todavía está vivo. Hanson planea usar una variedad de técnicas para buscar los restos del naufragio y salvar las perlas, con el globo de Borgheses realizando una búsqueda aérea en aguas poco profundas alrededor de la isla de Krakatoa, los buceadores de perlas brindando una capacidad móvil de búsqueda y rescate bajo el agua en aguas poco profundas, Rigby en su campana de buceo buscando en aguas más profundas y Connerly responsable tanto de recuperar las perlas si están en aguas demasiado profundas para los buscadores de perlas, como de ayudar en el arduo trabajo de llevar la caja fuerte de Arianna a la superficie, estableciendo una tripulación completa para esta aventura. 
Las autoridades coloniales llegan justo antes del zarpe del Reina de Batavia en la misión, y obligan a Hanson a llevar a bordo a 30 convictos y a su carcelero para transportarlos a la isla Madura, donde deberán trabajar y cumplir su condena de trabajos forzados, pero argumenta el barco no está equipado para acomodarlos y no tiene espacio para ellos, diciéndole transporte a los prisioneros en la bodega del barco en condiciones espantosas. Hanson planea en secreto entregar a los convictos a Madura después de recuperar las perlas de Krakatoa antes de la erupción del volcán. 
Uno de los prisioneros, Lester Danzig, es un conocido de Hanson de hace muchos años, y Hanson le permite hacer el viaje en cubierta en lugar de en la bodega. Consciente de que Krakatoa ha comenzado a entrar en erupción y advertido por un funcionario colonial del peligro de la isla y es un "volcán furioso", Hanson responde que el volcán había estado tranquilo durante los últimos 200 años y ahora no representaba una amenaza para ellos, al menos todavía y dejando un espacio de tiempo para rescatar las perlas del barco hundido.
Durante el viaje del Reina de Batavia a Krakatoa, su tripulación y pasajeros observan fenómenos extraños: ven aves marinas pululando en enormes bandadas durante el día, son testigos de una serie de explosiones de fuego brotando del mar una noche y escuchan un silbido agudo y ensordecedor, como el del vapor escapando. Una noche, durante una conversación en cubierta, Danzig descubre que Connerly está usando láudano para aliviar el dolor de una enfermedad pulmonar, oculta a Hanson porque podría interferir con sus habilidades y experiencia de buceo. Danzig le informa a Connerly sobre el tiempo de Laura en la institución mental, cuestionando la veracidad de su historia sobre las perlas perdidas, esto podría ser una gran mentira y ellos van a caer en una trampa, mientras el volcán aumenta su actividad eruptiva. 
Los Borgheses, Connerly, Charley, Rigby y Toshi confrontan a Hanson sobre el estado mental de Laura, pero este les asegura que la historia de Laura sobre las perlas en el Arianna es cierta. Connerly toma mucho láudano en una noche y alucina, ataca a uno de los buscadores de perlas y a varios tripulantes, cuando acuden en su ayuda antes de someterlo. Por orden de Hanson, la tripulación del Reina de Batavia suspende a Connerly en una caja de listones sobre la cubierta principal para no representar un peligro a los demás a bordo del barco; Charley suplica con lágrimas en los ojos a Hanson por la liberación de Connerly, y Hanson cede, lo libera y siguen adelante con la expedición. Mientras tanto, Leoncavallo y Toshi tienen un interés romántico el uno por el otro.
La Reina de Batavia llega a Krakatoa y encuentra la isla envuelta en humo espeso, pronto se aclara el día cuando anclan fuera de la isla, y los Borghes ascienden en su globo de exploración mientras, al mismo tiempo, Rigby desciende en su campana de buceo. Los Borgheses descubren rápidamente los restos del Arianna desde el aire, y guían a la Reina de Batavia y a Rigby sumergido hasta allí. Inmediatamente después, el motor ligero con la hélice que les permite dirigir su globo falla, y se precipitan impotentes sobre Krakatoa y hacia su cráter activo. Se deshacen del motor y la hélice inútiles en el lago de lava del cráter para reducir el peso, y finalmente son expulsados del cráter por una explosión volcánica que prende fuego a su globo. Se alejan de la isla, saltan al mar y son rescatados, pero el fuego destruye el globo de exploración, aunque ellos ya habían marcado la posición del barco hundido lanzando un flotador al mar.
Danzig le cuenta a Hanson sobre los problemas pulmonares de Connerly, y Hanson decide que se sumergirá en el barco hundido en lugar de Connerly. Mientras Connerly y Hanson discuten sobre esto, la campana de buceo de Rigby se engancha en el coral. Los buscadores de perlas, Hanson y Connerly, se sumergen en el agua para liberar a Rigby, mientras ellos, los demás pasajeros y la tripulación del Reina de Batavia están ocupados, Danzig roba una pistola del puente de mando del barco, deja inconsciente al carcelero y libera a los prisioneros. Se hacen cargo del barco, arrojan al carcelero inconsciente por la borda para ahogarse, encarcelan a los pasajeros y la tripulación en la bodega, donde también colocan a Rigby y los buscadores de perlas cuando regresan de su expedición al Reina de Batavia. 
Antes de regresar y tratar de escapar de la erupción del volcán y sin darse cuenta del giro de los acontecimientos a bordo del Reina de Batavia, Hanson y Connerly nadan hasta los restos del Arianna, encuentran la caja fuerte del barco y le conectan un cable para subirlo a bordo del Reina de Batavia. Cuando regresan, Danzig hace bajar a Connerly a la bodega, pero obliga a Hanson mirar la caja a punta de pistola, mientras abre la caja fuerte del Arianna en la cubierta del Reina de Batavia, pero no encuentran nada en la caja fuerte excepto un reloj de bolsillo barato. Cuando una gran explosión en Krakatoa distrae a Danzig, Hanson lo domina, le quita la pistola, empuja la pesada caja fuerte sobre un convicto, dispara a otros dos y usa el vapor de una manguera para obligar al resto de los prisioneros a saltar por la borda. Estoss nadan escapando hasta el cercano Krakatoa, para no ser vistos nunca más antes de la erupción del volcán.
Después de liberar a los pasajeros y la tripulación de la bodega, Hanson y Rigby encuentran otro compartimento en la caja fuerte con la bitácora de navegación del Arianna, y Laura y Hanson examinan el libro de registro en busca de pistas sobre el destino de Peter. El cuaderno de bitácora les revela que el Arianna hizo una última escala en el puerto de Palembang, frente a las islas, antes de hundirse, y una carta metida en el cuaderno de bitácora dice que Peter desembarcó allí para asistir a la escuela de la misión. Hanson decide viajar al puerto de Palembang para encontrar a Peter, porque por ahora, Krakatoa está en erupción continuamente, y las explosiones del volcán comienzan a arrojar bombas de lava al mar circundante. Mientras escapan del volcán, varias de estas bombas golpean al Reina de Batavia provocando incendios sobre la cubierta  que la tripulación logra apagar. Mientras Toshi corre por la cubierta hacia Leoncavallo, una de las bombas de lava la golpea y la mata.
La Reina de Batavia logra escapar, llega a Palembang y encuentra la escuela de la misión muy dañada, en llamas y abandonada. Hanson llama a un junco navegando junto a ellos y alguien a bordo del junco le informa que el personal y los estudiantes de la escuela están vivos y que habían escapado de Palembang esa mañana a bordo de otro barco, con la intención de navegar a la isla de Java para escapar de la erupción del volcán. El Reina de Batavia navega para alejarse de la destrucción de Krakatoa y pronto acude en ayuda de un sampán abarrotado y en peligro de hundirse, el cual resulta ser el barco de la escuela navegando hacia Java. Los pasajeros y la tripulación del Reina de Batavia rescatan a todos, incluyendo a Peter, quien tiene un feliz reencuentro con Laura. Un cofre que pertenece a Peter sube a bordo del Reina de Batavia durante el rescate; contiene las perlas y entonces Connerly, Rigby, los Borghes y los tres pescadores de perlas supervivientes reciben su parte de la fortuna.
Las violentas explosiones de Krakatoa se vuelven más grandes y continuas; Hanson asume podrían generar un tsunami y comienza a preparar al Reina de Batavia para superarlo. Aunque Hanson le asegura un tsunami destruirá el cercano puerto de Anjer y estará más seguro en el mar a bordo del Reina de Batavia, si puede llegar a aguas profundas a tiempo, navegar hasta Java y lo más lejos posible del Krakatoa, Connerly cuestiona la capacidad del barco para sobrevivir y exige a Hanson permita desembarquen los que quieran, para remar hasta el puerto de Anjer con él en uno de los botes salvavidas del barco. Giovanni Borghese, Charley y los tres pescadores de perlas supervivientes se unen a Connerly en el bote salvavidas y reman hasta Anjer.
Krakatoa se desintegra en una última explosión cataclísmica y genera un enorme tsunami, afectando a toda la región de las islas, golpea al puerto de Anjer poco después de llegar el bote salvavidas del Reina de Batavia; incapaces de escapar de la ola, Connerly y Charley se abrazan por última vez antes de que la ola los engulla y mate. En el mar, Hanson, Laura, Peter, Rigby, Leoncavallo Borghese, los refugiados de la escuela misionera y la tripulación del barco, navegando ahora lejos del volcán, sobreviven con éxito al tsunami a bordo del Reina de Batavia.

## Valoraciones
La película está valorada por la crítica del siguiente modo:
- Filmaffinity: Nota promedio, 5,3 sobre 400 puntuaciones.[3]
- Imdb: Nota promedio, 5,5 sobre 1370 puntuaciones.[4]